# Gerd Stratmann
Gerd Stratmann (geboren am 26. Januar 1939 in Leverkusen) ist ein deutscher Anglist und emeritierter Professor an der Ruhr-Universität Bochum.

## Leben
Stratmann studierte Anglistik, Germanistik und Philosophie an den Universitäten Köln, Göttingen und Erlangen. Nach Abschluss seines Studiums war er ab 1962 als wissenschaftlicher Assistent an der Friedrich-Alexander-Universität Erlangen-Nürnberg tätig. 1964 promovierte er im Fachbereich Anglistik mit einer literatur-soziologischen Arbeit über die „englische Aristokratie und klassizistische Dichtung“.
1972 folgte er einem Ruf an die Ruhr-Universität Bochum, wo er zunächst für die anglistische Literatursoziologie, dann für den Bereich der British Cultural Studies zuständig war. Stratmanns Forschungsschwerpunkte lagen im Bereich der 18th-Century Studies, des Modern British Theatre and Drama sowie der British Cultural Studies.
Er war Mitherausgeber der Zeitschriften anglistik & englischunterricht (seit 1977), Journal for the Study of British Cultures (seit 1994) sowie Begründer und Mitherausgeber von AREAS. Annual Report on English and American Studies (1991–1996). Außerdem war er seit 1989 Herausgeber der wissenschaftlichen Reihe Horizonte. Studien zu Texten und Ideen der europäischen Moderne. Stratmann war darüber hinaus ab 1992 Mitbegründer und Mitdirektor des Magister-Reformmodells an der Ruhr-Universität sowie 1981–85 Dekan und 1987–89 Prorektor der Ruhr-Universität Bochum.

## Veröffentlichungen (Auswahl)
- Englische Aristokratie und klassizistische Dichtung. Eine literatursoziologische Studie. Carl Verlag, Nürnberg 1965.
- (Hrsg.): Augustan Poetry. Niemeyer, Tübingen 1970.
- (mit Otto, E., Kornelius, J., Hrsg.): Einführung in die zeitgenössische irische Literatur. Winter, Heidelberg 1980.
- (mit Broich, U., Stemmler, T., Hrsg.): Functions of Literature. Essays Presented to Erwin Wolff on his Sixtieth Birthday. Niemeyer, Tübingen 1984.
- (mit Buschmeier, M., Hrsg.): Neue Lesarten, neue Wirklichkeiten. Zur Wiederentdeckung des 18. Jahrhunderts durch die Anglistik. Symposion zu Ehren von Ulrich Suerbaum. WVT, Bochum und Trier 1992.
- (Hrsg.): William Shakespeare, The Tempest. Der Sturm. Englisch/Deutsch. Reclam, Stuttgart 1982; Nachwort, S. 173–190.
- (Hrsg.): Be Prepared. WVT, Trier 1996.
- City Vice: New Urban Myths in Eighteenth-Century England. Anglistentag 1995, Greifswald. Proceedings. Vol. 18.
- Gay. The Beggar's Opera. In: Dieter Mehl (Hrsg.): Das englische Drama. Vom Mittelalter bis zur Gegenwart. Bagel, Düsseldorf 1970, Bd. 2, S. 46–70.
- Edward Bond. Lear. In: K.-D. Fehse, N.H. Platz (Hrsg.): Das zeitgenössische englische Drama. Einführung, Interpretation, Dokumentation. Athenäum Fischer, Frankfurt/M. 1975, S. 274–298.
- Der böse Zauber der Verhältnisse: Formen und Funktionen der Mythisierung im modernen englischen Drama. In: Poetica 9 (1977), S. 62–97.
- “Classlessness” – Die kurze Karriere eines Klischees (1955–1965) In: G. Blaicher (Hrsg.): Erstarrtes Denken. Studien zu Klischee, Stereotyp und Vorurteil in englischsprachiger Literatur. Narr, Tübingen 1987, S. 363–372.
- Formy i Funkcje Historiografii Angielskiej w Poczatkach XIX Wieku. In: Historyka [Warschau] 17 (1987), S. 3–19.
- Property in der englischen Literatur des 18. und des frühen 19. Jahrhunderts. In: G. Lottes (Hrsg.): Der Eigentumsbegriff im englischen politischen Denken. Brockmeyer, Bochum 1995.
- Kreuzworträtsel. In: R. Ahrens, W.-D. Bald, W. Hüllen (Hrsg.): Handbuch Englisch als Fremdsprache. Erich Schmidt, Berlin 1995, S. 192–195.